# Euronext Growth
Euronext Growth est une plateforme de négociation d'Euronext adaptée aux petites et moyennes entreprises (PME) qui souhaitent lever des capitaux pour financer leur croissance. Elle bénéficie de critères d’admissions allégés (exigences simplifiées liées à la cotation et obligations continues moins importantes que pour le marché réglementé).

## Histoire
Alternext a été ouvert par Euronext à destination des petites et moyennes entreprises de la zone euro le 17 mai 2005 à Paris, puis à Bruxelles en juin 2006, à Amsterdam en novembre 2007 et enfin à Lisbonne en 2011. Parfois également appelée NYSE Alternext ou Alternext NYSE Euronext suivie du lieu où était géré le marché (Paris, Bruxelles, Amsterdam ou Lisbonne), la plateforme change de nom le 19 juin 2017 pour s'appeler Euronext Growth.

## Fonctionnement
Euronext Growth n'est pas un « marché réglementé » au sens de la directive européenne sur les services en investissement et au sens de l'article L. 421-1 du code monétaire et financier. Il s'agit d'un système multilatéral de négociation organisé (SMNO) au sens de l'article L. 424-1 du code monétaire et financier et de l'article 524-1 du règlement général de l'Autorité des marchés financiers (AMF), parfois également rencontré sous le sigle anglais « MTFO », combinaison des termes « multilateral trading facility » (signifiant système multilatéral de négociation, repris dans la version française de la directive concernant les marchés d'instruments financiers) et du terme « organisée ». 
Euronext Growth a été créé pour offrir une alternative de cotation aux petites et moyennes entreprises souhaitant lever des capitaux dans la zone euro à l'heure où il devient de plus en plus difficile et coûteux pour les entreprises d'accéder aux marchés réglementés comme l'ancien Eurolist (devenu Euronext Paris ou NYSE Euronext Paris), l'un des marchés réglementés gérés par Euronext Paris S.A. Un autre objectif affiché par Euronext pour la création de ce « nouveau marché » est de proposer un trait d’union entre le marché réglementé et le capital-investissement. 
Deux segments ont été créés sur Euronext Growth (offre publique et placement privé) pour mieux distinguer en théorie les sociétés introduites sur ce marché par offre au public, d’une part, et par placement privé, d’autre part, offrant aux investisseurs une meilleure lisibilité de ce marché.
La performance des sociétés cotées sur Euronext Growth est illustrée par l'évolution de l'indice nommé Euronext Growth All-Share.

### Listing sponsor
Tout au long de leur parcours boursier, les sociétés candidates puis admises aux négociations sont accompagnées par un listing sponsor. Il s'agit d'un animateur de marché agréé par Euronext. Il a un rôle proche de l'expert en valeurs moyennes sur Euronext Growth et Euronext Access. Il s’engage notamment pour une durée minimale de deux ans à diffuser une expertise des sociétés cotées. En 2021, 76 listing sponsors étaient présents sur Euronext Growth et Access.

## Euronext Growth en chiffres
En octobre 2021, 561 sociétés étaient cotées sur Euronext Growth, pour une taille moyenne de transaction à l'introduction de 29 millions d'Euros (contre 255 millions d'Euros sur Euronext) et une capitalisation boursière moyenne à l'introduction de 82 millions d'Euros (contre 1,7 milliard d'Euros sur Euronext). 